# Tru Thoughts
«Tru Thoughts» — британский независимый музыкальный лейбл. Основан Робертом Луисом и Полом Джонасом в 1999 году в городе Брайтон. За 10 лет он стал одним из самых известных и авторитетных лейблов в мире независимой музыки.

## История
В сентябре 1999 года, после успешного управления ночным клубом «Phonic: hoop and Shake Yer Wig», Пол Джонас и Роберт Луис, два фаната музыки, решили создать свой собственный лейбл.
Из их импровизированного офиса, под лестницей Роберта Луиса, они выпустили свой первый релиз от имени Tru Thoughts — EP Alarming Frequency. После этого было много релизов, которые закрепили успех и авторитет лейбла — Animal Magic от Bonobo (июль 2000), The 5th Exotic от Quantic (июнь 2001) и дебютный альбом Джона Кеннеди We’re Just Waiting For You Now (июль 2001).
В2005 году Tru Thoughts получили награду «Лейбл года» на ежегодной церемонии наград от Жиля Петерсона.
Уилл Голланд, известный как Quantic, выпускался под разными псевдонимами на лейбле — Quantic, Quantic Soul Orchestra, Flowering Inferno, Limp Twins, Quantic and his Combo Barbaro.
В 2009 году Tru Thoughts праздновали свое десятилетие. Лейбл выпустил более 200 релизов, выдвинув на передний план независимую, эклектическую и оригинальную музыку, качество которой признали музыкальные специалисты.
Лейбл открыл для публики многих неизвестных ранее артистов, которые впоследствии перешли в другие лейблы. Bonobo и Treva Whateva подписали контракт с Ninja Tune, Chris Clark пошел к Warp Records, Джон Кеннеди — в Grand Central Records, Chrome — в Good Looking Records и The Capoeira Twins — в Hope Recordings.
Лейбл владеет издательской компанией под названием Full Thought Publishing. Музыка, изданная лейблом использовалась для рекламы iTunes, Ford, MLB, Mercedes Benz и Unilever, а также на многих телепрограммах и фильмах.

## Подразделения
У Tru Thoughts есть три суб-лейбла:
- Tru Thoughts 7 seven, специализирующийся на фанке и соуле
- Unfold records, специализирующийся на альбомах-компиляциях
- Zebra Traffic, специализирующаяся на британском хип-хопе .

Tru Thoughts организуют многие вечеринки по Великобритании, а также имеют радиошоу на нескольких радиостанциях.

## Артисты
| - Anchorsong - Azaxx - The Amalgamation Of Soundz - The Bamboos - Barakas - Belleruche - benji Boko - Beta Hector - Bonobo - The Broken Keys - Capoeira Twins - Deeds Plus Thoughts - Diesler - Domu - Flevans - Freddie Cruger & Anthony Mills Are Wildcookie - Freddie Cruger a.k.a. Red Astaire - Galaxian | - Hidden Orchestra - Hint - Hot 8 Brass Band - Humble Munk - Jon Kennedy - Jumbonics - Jung Collective - Kinny - Kinny & Horne - Kylie Auldist - Lanu - The Limp Twins - Lizzy Parks - Maddslinky - Maga Bo - Mangataot - Mark de Clive-Lowe - Mawglee - me&you - Milez Benjiman - Natural Self | - Nirobi & Barakas - Nostalgia 77 - Nostalgia 77 Octet - Nostalgia 77 Sessions feat. Keith and Julie Tippett - Quantic - Quantic and his Combo Bárbaro - Quantic Presenta Flowering Inferno - The Quantic Soul Orchestra - Peshay - Riz MC - Rodney P - Alice Russell - Saravah Soul - Spanky Wilson - Space Captain Band - Steady - Stonephace - TM Juke - TM Juke And The Jack Baker Trio - Treva Whateva - Unforscene - Unitone - Youngblood Brass Band - Zed Bias - Zero dB |